# Élena Paparizu
Élena Paparizu (grec: Έλενα Παπαρίζου)  (Borås, 31 de gener de 1982), també anomenada Helena Paparizou, és una cantant sueca d'ascendència grega, que va guanyar per Grècia la cinquantena edició del Festival d'Eurovisió amb la cançó My number one.

## Antique
Anteriorment, també era coneguda com a membre del grup musical Antique al costat del seu compatriota i amic de la infància Nikos Panagiotidis. Antique era un grup que oferia el motlle del ritme de ball nòrdic amb un contingut lingüístic i musical de l'herència grega.
El grup Antique va arribar a ser molt popular a Escandinàvia i Grècia. Élena va gaudir del seu primer èxit musical amb Antique, gràcies a la cançó Opa-Opa, que va arrasar a les llistes sueques després del seu llançament l'agost de 1999. La creixent fama del grup i l'èxit del període posterior, fortament associat a la promoció internacional de cultura grega, els va dur a ser seleccionats com a representants grecs en el Festival de la Cançó d'Eurovisió 2001 a Copenhaguen. El grup va quedar en tercera posició amb la cançó Die for you. En aquell moment, aquesta posició era la més alta aconseguida per Grècia en aquest Festival. Aquest èxit va marcar el començament de la carrera europea d'Antique.

## Carrera en solitari
A partir de 2001, Élena va arribar el cim de l'èxit a Grècia, on va acabar per passar-hi cada vegada més temps. El 2004, Élena i Nikos van decidir separar-se de mutu acord, a causa de diferències amistoses quant als estils musicals, decantant-se Élena per un estil més de moda de ràdio fórmula sota una imatge més madura i eròtica.
Així, amb vint-i-tres anys, es va convertir en la triada per a representar Grècia per segona vegada en el Festival de la Cançó d'Eurovisió 2005 celebrat a Kíev (Ucraïna), encara que aquesta vegada com artista individual, guanyant el concurs amb la cançó My number one. Aquesta va ser la primera vegada que Grècia guanyava el Festival. Al cap de quatre mesos, quedà quarta a Congratulations, un programa organitzat per la UER on s'elegia la millor cançó dels cinquanta anys d'Eurovisió i que va ser presentat per Katrina Leskanich i Renars Kaupers.

## Discografia
- Àlbums
  - 2004 - Protereotita
  - 2005 - My Number One
  - 2005 - Protereotita: Euro Edition

- CD Senzills
  - 2004 - Anapantites Klisis
  - 2005 - My Number One
  - 2005 - The Light in Our Soul
  - 2005 - A Brighter Day
  - 2006 - Mambo!

- Senzills
  - 2003 - Anapantites Kliseis
  - 2004 - Treli Kardia
  - 2004 - Antithesis
  - 2004 - Katse Kala
  - 2004 - Stin Kardia Mou Mono Thlispi
  - 2005 - My Number One
  - 2005 - Το Phos Stin Pyschi
  - 2005 - The Light In Our Soul
  - 2005 - Mambo! (versió grega)
  - 2006 - Yparxei Logos
  - 2006 - Mambo! (versió anglesa)
  - 2006 - Gigolo
  - 2006 - To all the heroes
  - 2006 - Teardrops
  - 2006 - An Ixes Erthei Pio Nwris
  - 2007 - Mazi Sou
  - 2007 - Mi fevgeis
  - 2007 - The Game of Love
  - 2007 - Zileia Monaksia
  - 2007 - Filis Tis Zois

- Videoclips
  - 2003 - Anapantites Kliseis
  - 2004 - Treli Kardia
  - 2004 - Antithesis
  - 2004 - Katse Kala
  - 2004 - Stin Kardia Mou Mono Thlispi
  - 2005 - My Number One
  - 2005 - The Light In Our Soul
  - 2005 - Το Phos Stin Pyschi
  - 2006 - Mambo!
  - 2006 - Yparxei Logos
  - 2006 - Mambo!

- DVD
  - 2005 - My Number One (Vídeos musicals)
  - 2006 - Mad Secret Concerts (Concert en directe)